# Кубок Білорусі з хокею із шайбою 2010
Кубок Білорусі з хокею із шайбою 2010 — 10-й розіграш Кубка Білорусі з хокею. В Кубку Білорусі 2010 взяло участь 11 команд. Переможцем турніру стала «Юність» (Мінськ), яка у фінальному матчі перемогла «Металург» (Жлобин) із рахунком 4:1.

## Регламент
Розіграш Кубка Білорусі проводиться у 2 етапи. На 1-му етапі в період с 19 по 29 серпня 2010 року команди грають у підгрупах по круговій системі в 1 коло. На 2-му етапі команди, що посіли за підсумками першого етапу 1-і місця у підгрупах, визначають переможця розіграшу Кубка Білорусі у єдиному фінальному матчі.
Фінальный матч проводиться 31 серпня 2010 року на полі команди, яка набрала найбільшу кількість очкок на першому етапі. 
За підсумками кожого матчу тренери визначають трьох найкращих гравців (двоє гравців з команди-переможиці і один гравець з команди, що програла). 

## Команди
У Кубку Білорусі 2010 взяли участь 11 команд, які згідно з результатами регулярного чемпіонату Республіки Білорусь в сезоні 2009—2010 років були розділені на дві підгрупи.
I підгрупа.
1. «Юність-Мінськ»
2. ХК «Гомель»
3. ХК «Вітебськ»
4. ХК «Брест»
5. «Хімік-СКА» Новополоцьк

II підгрупа.
1. «Шахтар» Солігорськ
2. «Хімволокно-Могильов»
3. «Німан» Гродно
4. «Металург» Жлобин
5. «Шинник» Бобруйськ
6. «Мінські зубри»

## I підгрупа

### Результати
Час початку матчів місцевий (UTC+2).
| 19 серпня 2010 18:30 | Юність-Мінськ | 5 : 4 (1:1, 0:2, 4:1) | Хімік-СКА Новополоцьк | Ковзанка ХК Юність-Мінськ, Мінськ Глядачів: 500 |

| Протокол | Протокол                            | Протокол | Протокол                           | Протокол                                        |
| --- | ----------------------------------- | --- | ---------------------------------- | ----------------------------------------------- |
| | Максим Малютін 16 сейв/ 20 кидків   | Голкіпери | Андрій Малков 34 сейвів/ 39 кидків | Арбітри: Олександр Запольський Максим Сидоренко |
| Курилін (Заделенов, Захаров) 9:23 Боровков 2:14 Захаров (Баранов, Сахаров, б.) 8:22 Кітаров (Клочков) 11:11 Слиш 14:15 | 0:1 1:1 1:2 1:3 2:3 3:3 4:3 5:3 5:4 | 19:30 Поздняков (Комаров, Смирнов) 13:03 Комаров (Магеров, Смирнов, б.) 19:03 Пильнов (Крикуненко) 18:30 Яковлєв (Тиндюк, б.) |                                    | Арбітри: Олександр Запольський Максим Сидоренко |
| 20 хв. | Вилучення                           | 22 хв. |                                    | Арбітри: Олександр Запольський Максим Сидоренко |
| 39 | Кидки                               | 20 |                                    | Арбітри: Олександр Запольський Максим Сидоренко |

| 19 серпня 2010 18:30 | ХК Гомель | 4 : 3 ОТ (1:1, 0:1, 2:1, 1:0 ОТ) | ХК Брест | Льодовий палац, Гомель Глядачів: 2,400 |

| Протокол | Протокол                            | Протокол                                                                                           | Протокол                            | Протокол                             |
| --- | ----------------------------------- | -------------------------------------------------------------------------------------------------- | ----------------------------------- | ------------------------------------ |
| | Дмитро Карпіков 19 сейвів/ 22 кидки | Голкіпери                                                                                          | Антон Міцкевич 36 сейвів/ 40 кидків | Арбітри: Андрей Васько Євген Денисик |
| Є. Філін (Т. Філін) 12:19 Т. Філін (Є. Філін, О. Усенко) 0:33 Єсаулов (Жидких, Р. Магдєєв) 3:00 Маркелов (Жидких, Балмочних) 2:04 | 1:0 1:1 1:2 2:2 3:2 3:3 4:3         | 16:21 Галімуллін (Бабак) 12:48 Романенко (Пономарьов, Дашков, б.) 8:11 Туркін (Колюбакін, Лемачко) |                                     | Арбітри: Андрей Васько Євген Денисик |
| 22 хв. | Вилучення                           | 14 хв.                                                                                             |                                     | Арбітри: Андрей Васько Євген Денисик |
| 40 | Кидки                               | 22                                                                                                 |                                     | Арбітри: Андрей Васько Євген Денисик |

| 22 серпня 2010 17:00 | Хімік-СКА Новополоцьк | 3 : 2 (1:0, 2:0, 0:2) | ХК Вітебськ | Палац спорту, Вітебськ Глядачів: 480 |

| Протокол                                                                                         | Протокол                           | Протокол                                        | Протокол                             | Протокол                                  |
| ------------------------------------------------------------------------------------------------ | ---------------------------------- | ----------------------------------------------- | ------------------------------------ | ----------------------------------------- |
|                                                                                                  | Андрій Малков 18 сейвів/ 20 кидків | Голкіпери                                       | Арунас Алейніковас 21 сейв/ 24 кидки | Арбітри: Володимир Проскуров Петро Амосов |
| Еберт (Журба, Тиднюк, б.) 5:53 Коваленя (Переверзєв, б.) 13:40 Глінкін (Яскевич, Коваленя) 18:51 | 1:0 2:0 3:0 3:1 3:2                | 5:11 Полушин (П. Волчек) 17:04 Голубєв (Кудрін) |                                      | Арбітри: Володимир Проскуров Петро Амосов |
| 14 хв.                                                                                           | Вилучення                          | 14 хв.                                          |                                      | Арбітри: Володимир Проскуров Петро Амосов |
| 24                                                                                               | Кидки                              | 20                                              |                                      | Арбітри: Володимир Проскуров Петро Амосов |

| 22 серпня 2010 17:00 | Юність-Мінськ | 5 : 2 (3:0, 2:0, 0:2) | ХК Гомель | Ковзанка ХК Юність-Мінськ, Мінськ Глядачів: 370 |

| Протокол | Протокол                                | Протокол                                                                       | Протокол                        | Протокол                                       |
| --- | --------------------------------------- | ------------------------------------------------------------------------------ | ------------------------------- | ---------------------------------------------- |
| | Віталій Белінський 28 сейвів/ 30 кидків | Голкіпери                                                                      | Ігор Брикун 22 сейви/ 27 кидків | Арбітри: Василь Биковський Володимир Наливайко |
| Матерухін (Тимченко, Шафаренко) 8:40 Сенькевич (Єркович, Боровков) 10:24 Клочков (Карєв, м.) 11:53 Слиш (Рядинський, Захаров, б2.) 9:45 Курилін (шк) 14:57 | 1:0 2:0 3:0 4:0 5:0 5:1 5:2             | 8:24 О. Усенко (Є. Філін, І. Усенко) 18:07 І. Усенко (Балмочних, Єсаулов, б2.) |                                 | Арбітри: Василь Биковський Володимир Наливайко |
| 36 хв. | Вилучення                               | 20 хв.                                                                         |                                 | Арбітри: Василь Биковський Володимир Наливайко |
| 27 | Кидки                                   | 30                                                                             |                                 | Арбітри: Василь Биковський Володимир Наливайко |

| 24 серпня 2010 18:30 | ХК Гомель | 5 : 1 (0:1, 4:0, 1:0) | Хімік-СКА Новополоцьк | Льодовий палац, Гомель Глядачів: 1,900 |

| Протокол | Протокол                             | Протокол               | Протокол                                                                             | Протокол                                  |
| --- | ------------------------------------ | ---------------------- | ------------------------------------------------------------------------------------ | ----------------------------------------- |
| | Дмитро Карпіков 15 сейвів/ 16 кидків | Голкіпери              | Андрій Малков 46 сейвів/ 50 кидків (40:00) Віталій Трус 15 сейвів/ 16 кидків (20:00) | Арбітри: Володимир Проскуров Петро Амосов |
| Жидких (Балмочних) 3:42 Балмочних (Мусієнко, І. Усенко, б.) 6:00 Мусієнко (І. Усенко, Жидких) 15:47 І. Усенко (Маркелов, Волков) 17:14 О. Усенко (Сальников) 5:27 | 0:1 1:1 2:1 3:1 4:1 5:1              | 10:00 Смирнов (Карага) |                                                                                      | Арбітри: Володимир Проскуров Петро Амосов |
| 6 хв. | Вилучення                            | 22 хв.                 |                                                                                      | Арбітри: Володимир Проскуров Петро Амосов |
| 66 | Кидки                                | 16                     |                                                                                      | Арбітри: Володимир Проскуров Петро Амосов |

| 24 серпня 2010 18:30 | ХК Вітебськ | 2 : 4 (2:1, 0:2, 0:1) | ХК Брест | Палац спорту, Вітебськ Глядачів: 540 |

| Протокол                                                                | Протокол                             | Протокол | Протокол                            | Протокол                                   |
| ----------------------------------------------------------------------- | ------------------------------------ | --- | ----------------------------------- | ------------------------------------------ |
|                                                                         | Арунас Алейніковас 19 сейв/ 23 кидки | Голкіпери | Антон Міцкевич 26 сейвів/ 28 кидків | Арбітри: Максим Сидоренко Дмитро Шабуневич |
| Сачко (Лобашов, Воронін) 7:49 Степанов (Полоницький, Цуріков, б.) 11:02 | 1:0 2:0 2:1 2:2 2:3 2:4              | 12:24 Колюбакін (Туркін) 4:54 Дашков 16:59 Романенко (Лупандін, Галімуллін, б.) 13:15 Михайлов (Дашков, Лясковський) |                                     | Арбітри: Максим Сидоренко Дмитро Шабуневич |
| 28 хв.                                                                  | Вилучення                            | 18 хв. |                                     | Арбітри: Максим Сидоренко Дмитро Шабуневич |
| 28                                                                      | Кидки                                | 23 |                                     | Арбітри: Максим Сидоренко Дмитро Шабуневич |

| 26 серпня 2010 18:30 | Хімік-СКА Новополоцьк | 3 : 4 ПБ (2:0, 0:2, 1:1, 0:0, 0:1 ПБ) | ХК Брест | Палац спорту, Вітебськ Глядачів: 175 |

| Протокол                                                                                      | Протокол                           | Протокол | Протокол                         | Протокол                             |
| --------------------------------------------------------------------------------------------- | ---------------------------------- | --- | -------------------------------- | ------------------------------------ |
|                                                                                               | Андрій Малков 38 сейвів/ 41 кидків | Голкіпери | Антон Міцкевич 21 сейв/ 24 кидки | Арбітри: Андрій Васько Євген Денисік |
| Коваленя (Смирнов, Переверзєв, м.) 2:39 Яковлєв (Тиднюк, Карага) 13:18 Карага (Глінкін) 15:52 | 1:0 2:0 2:1 2:2 3:2 3:3 3:4        | 7:07 Пономарьов (Микульчик, Романенко) 7:55 Туркін (Лемачко, Колюбакін) 18:11 Колюбакін (Туркін, Дашков) Туркін пб. |                                  | Арбітри: Андрій Васько Євген Денисік |
| 26 хв.                                                                                        | Вилучення                          | 24 хв. |                                  | Арбітри: Андрій Васько Євген Денисік |
| 24                                                                                            | Кидки                              | 42 |                                  | Арбітри: Андрій Васько Євген Денисік |

| 26 серпня 2010 18:30 | Юність-Мінськ | 6 : 3 (2:1, 2:0, 2:2) | ХК Вітебськ | Ковзанка ХК Юність-Мінськ, Мінськ Глядачів: 200 |

| Протокол | Протокол                               | Протокол                                                                                  | Протокол                            | Протокол                            |
| --- | -------------------------------------- | ----------------------------------------------------------------------------------------- | ----------------------------------- | ----------------------------------- |
| | Віталій Белінський 23 сейви/ 26 кидків | Голкіпери                                                                                 | Артур Лук'янов 29 сейвів/ 35 кидків | Арбітри: Віктор Пляц Валерій Жаглов |
| Тимченко (Матерухін, Шафаренко, б.) 3:38 Захаров (Курилін, Остроушко) 4:22 Сахаров (Боровков, Сенькевич) 1:37 Карєв (Шафаренко, Баранов, б.) 18:39 Заделенов (Захаров, Рядинський, б.) 4:36 Шафаренко (Тимченко, Рядинський, б.) 14:08 | 1:0 2:0 2:1 3:1 4:1 4:2 5:2 5:3 6:3    | 19:59 Младін (П. Волчек, Єрашов) 3:46 Степанов (О. Волчек, Цуріков) 5:07 Єрашов (Полушин) |                                     | Арбітри: Віктор Пляц Валерій Жаглов |
| 14 хв. | Вилучення                              | 20 хв.                                                                                    |                                     | Арбітри: Віктор Пляц Валерій Жаглов |
| 35 | Кидки                                  | 26                                                                                        |                                     | Арбітри: Віктор Пляц Валерій Жаглов |

| 29 серпня 2010 17:00 | ХК Вітебськ | — : — | ХК Гомель | Палац спорту, Вітебськ |

|  |  |  |  |  |
|  |  |  |  |  |
|  |  |  |  |  |
|  |  |  |  |  |

| 29 серпня 2010 13:00 | ХК Брест | — : — | Юність-Мінськ | Палац спорту, Берестя |

|  |  |  |  |  |
|  |  |  |  |  |
|  |  |  |  |  |
|  |  |  |  |  |

## II підгрупа

### Результати
Час початку матчів місцевий (UTC+2).
| 20 серпня 2010 18:30 | Хімволокно Могильов | 3 : 4 (2:0, 0:3, 1:1) | Шинник Бобруйськ | Палац спорту, Могильов Глядачів: 1,000 |

| Протокол                                                                            | Протокол                            | Протокол | Протокол                                 | Протокол                            |
| ----------------------------------------------------------------------------------- | ----------------------------------- | --- | ---------------------------------------- | ----------------------------------- |
|                                                                                     | Олександр Котов 24 сейви/ 28 кидків | Голкіпери | Степан Горячевських 25 сейвів/ 28 кидків | Арбітри: Валерій Жаглов Віктор Пляц |
| Куцевич 11:06 Лєтов (Голубєв, Борозенко, б.) 14:27 Божко (Ромадановський, б.) 11:47 | 1:0 2:0 2:1 2:2 2:3 2:4 3:4         | 2:06 Кривомаз (Панов, Винокуров, б.) 4:45 Пчеляков (Короткевич, Шипило, б.) 18:39 Пригунов (Михайлов, Короткевич) 3:09 Короткевич (Пчеляков, Винокуров) |                                          | Арбітри: Валерій Жаглов Віктор Пляц |
| 14 хв.                                                                              | Вилучення                           | 18 хв. |                                          | Арбітри: Валерій Жаглов Віктор Пляц |
| 28                                                                                  | Кидки                               | 28 |                                          | Арбітри: Валерій Жаглов Віктор Пляц |

| 20 серпня 2010 18:30 | Німан Гродно | 1 : 2 ПБ (1:0, 0:1, 0:0 0:1 ПБ) | Металург Жлобин | Льодовий палац, Гродно Глядачів: 1,005 |

| Протокол                                  | Протокол                           | Протокол                                          | Протокол                              | Протокол                                       |
| ----------------------------------------- | ---------------------------------- | ------------------------------------------------- | ------------------------------------- | ---------------------------------------------- |
|                                           | Сергій Шабанов 20 сейвів/ 21 кидок | Голкіпери                                         | Леонід Гришукевич 30 кидків/ 31 кидок | Арбітри: Василь Биковський Володимир Наливайко |
| Коршунов (Лисичкін, Малашкевич, б.) 17:02 | 1:0 1:1 1:2                        | 17:56 Осипов (Макрицький, Докшин, б.) Макров (пб) |                                       | Арбітри: Василь Биковський Володимир Наливайко |
| 49 хв.                                    | Вилучення                          | 80 хв.                                            |                                       | Арбітри: Василь Биковський Володимир Наливайко |
| 31                                        | Кидки                              | 22                                                |                                       | Арбітри: Василь Биковський Володимир Наливайко |

| 20 серпня 2010 18:30 | Шахтар Солігорськ | 4 : 1 (1:0, 2:1, 1:0) | Мінські зубри | Льодовий Палац, Солігорськ Глядачів: 830 |

| Протокол | Протокол                          | Протокол                              | Протокол                           | Протокол                                         |
| --- | --------------------------------- | ------------------------------------- | ---------------------------------- | ------------------------------------------------ |
| | Матуш Костур 16 сейвів/ 17 кидків | Голкіпери                             | Андрій Пєтухов 18 сейвів/ 22 кидки | Арбітри: Ярослав Завгородній Володимир Проскуров |
| Развадовський (Блінов, Страхов) 6:43 Камбович (Башко) 3:03 Демков (Шведов, Михайлов, б.) 7:40 Страхов (Развадовський, Люткевич) 17:21 | 1:0 1:1 2:1 3:1 4:1               | 1:54 С. Стась (Нікулін, Малиновський) |                                    | Арбітри: Ярослав Завгородній Володимир Проскуров |
| 10 хв. | Вилучення                         | 8 хв.                                 |                                    | Арбітри: Ярослав Завгородній Володимир Проскуров |
| 22 | Кидки                             | 17                                    |                                    | Арбітри: Ярослав Завгородній Володимир Проскуров |

| 22 серпня 2010 13:00 | Шинник Бобруйськ | 0 : 3 (0:1, 0:2, 0:0) | Німан Гродно | Бобруйськ-Арена, Бобруйськ Глядачів: 1,000 |

| Протокол | Протокол                                | Протокол                                                                                | Протокол                            | Протокол                                        |
| -------- | --------------------------------------- | --------------------------------------------------------------------------------------- | ----------------------------------- | ----------------------------------------------- |
|          | Степан Горячевських 29 сейвів/ 32 кидки | Голкіпери                                                                               | Сергій Шабанов 30 сейвів/ 30 кидків | Арбітри: Максим Сидоренко Олександр Запольський |
|          | 0:1 0:2 0:3                             | 0:58 Крутіков (Єрьомін) 1:39 Єрьомін (Крутіков, Глібов, б2.) 5:36 Глібов (Єрьомін, б2.) |                                     | Арбітри: Максим Сидоренко Олександр Запольський |
| 46 хв.   | Вилучення                               | 18 хв.                                                                                  |                                     | Арбітри: Максим Сидоренко Олександр Запольський |
| 30       | Кидки                                   | 32                                                                                      |                                     | Арбітри: Максим Сидоренко Олександр Запольський |

| 22 серпня 2010 17:00 | Шахтар Солігорськ | 4 : 2 (1:1, 2:0, 1:1) | Хімволокно Могильов | Льодовий Палац, Солігорськ Глядачів: 680 |

| Протокол | Протокол                          | Протокол                                | Протокол                            | Протокол                             |
| --- | --------------------------------- | --------------------------------------- | ----------------------------------- | ------------------------------------ |
| | Матуш Костур 16 сейвів/ 18 кидків | Голкіпери                               | Олександр Котов 24 сейви/ 28 кидків | Арбітри: Андрій Васько Євген Денисік |
| Єфименко (Стась, Сушко. б.) 3:32 Павлович (Єфименко, Баукін, б.) 14:04 Баукін (Павлович, Світо) 15:54 Развадовський (Стась, Михайлов, б.) 18:02 | 1:0 1:1 2:1 3:1 3:2 4:2           | 11:43 Могілатов (Божко) 14:04 Могілатов |                                     | Арбітри: Андрій Васько Євген Денисік |
| 16 хв. | Вилучення                         | 14 хв.                                  |                                     | Арбітри: Андрій Васько Євген Денисік |
| 28 | Кидки                             | 18                                      |                                     | Арбітри: Андрій Васько Євген Денисік |

| 22 серпня 2010 13:00 | Мінські зубри | 1 : 3 (0:0, 1:1, 0:2) | Металург Жлобин | Палац спорту, Мінськ Глядачів: 150 |

| Протокол          | Протокол                           | Протокол                                                                                    | Протокол                             | Протокол                            |
| ----------------- | ---------------------------------- | ------------------------------------------------------------------------------------------- | ------------------------------------ | ----------------------------------- |
|                   | Андрій Пєтухов 30 сейвів/ 32 кидки | Голкіпери                                                                                   | Дмитро Мильчаков 12 сейвів/ 13 кидки | Арбітри: Валерій Жаглов Віктор Пляц |
| Малиновський 8:47 | 1:0 1:1 1:2 1:3                    | 18:55 Калачьов (Макров, Каштанов) 10:34 Макров (Каштанов, Осипов) 15:03 Макров (Макрицький) |                                      | Арбітри: Валерій Жаглов Віктор Пляц |
| 14 хв.            | Вилучення                          | 10 хв.                                                                                      |                                      | Арбітри: Валерій Жаглов Віктор Пляц |
| 13                | Кидки                              | 35                                                                                          |                                      | Арбітри: Валерій Жаглов Віктор Пляц |

| 24 серпня 2010 18:30 | Німан Гродно | 0 : 2 | Шахтар Солігорськ | ЛПС, Гродно |

| Протокол | Протокол | Протокол | Протокол | Протокол |
| -------- | -------- | -------- | -------- | -------- |
|          |          |          |          |          |
|          |          |          |          |          |
|          |          |          |          |          |
|          |          |          |          |          |

| 24 серпня 2010 18:30 | Металург Жлобин | 4 : 3 ОТ | Шинник Бобруйськ | Льодовий палац «Металург», Жлобин |

| Протокол | Протокол | Протокол | Протокол | Протокол |
| -------- | -------- | -------- | -------- | -------- |
|          |          |          |          |          |
|          |          |          |          |          |
|          |          |          |          |          |
|          |          |          |          |          |

| 24 серпня 2010 18:30 | Хімволокно Могильов | 4 : 2 | Мінські зубри | Палац спорту, Могильов |

| Протокол | Протокол | Протокол | Протокол | Протокол |
| -------- | -------- | -------- | -------- | -------- |
|          |          |          |          |          |
|          |          |          |          |          |
|          |          |          |          |          |
|          |          |          |          |          |

| 26 серпня 2010 18:30 | Шахтар Солігорськ | 1 : 3 | Металург Жлобин | Льодовий Палац, Солігорськ |

| Протокол | Протокол | Протокол | Протокол | Протокол |
| -------- | -------- | -------- | -------- | -------- |
|          |          |          |          |          |
|          |          |          |          |          |
|          |          |          |          |          |
|          |          |          |          |          |

| 26 серпня 2010 18:30 | Хімволокно Могильов | 2 : 8 | Німан Гродно | Палац спорту, Могильов |

| Протокол | Протокол | Протокол | Протокол | Протокол |
| -------- | -------- | -------- | -------- | -------- |
|          |          |          |          |          |
|          |          |          |          |          |
|          |          |          |          |          |
|          |          |          |          |          |

| 26 серпня 2010 13:00 | Мінські зубри | 1 : 2 | Шинник Бобруйськ | Палац спорту, Мінськ |

| Протокол | Протокол | Протокол | Протокол | Протокол |
| -------- | -------- | -------- | -------- | -------- |
|          |          |          |          |          |
|          |          |          |          |          |
|          |          |          |          |          |
|          |          |          |          |          |

| 29 серпня 2010 17:00 | Металург Жлобин | 5 : 3 | Хімволокно Могильов | Льодовий палац «Металург», Жлобин |

| Протокол | Протокол | Протокол | Протокол | Протокол |
| -------- | -------- | -------- | -------- | -------- |
|          |          |          |          |          |
|          |          |          |          |          |
|          |          |          |          |          |
|          |          |          |          |          |

| 29 серпня 2010 13:00 | Шахтар Солігорськ | 2 : 3 ПБ | Шинник Бобруйськ | Льодовий Палац, Солігорськ |

| Протокол | Протокол | Протокол | Протокол | Протокол |
| -------- | -------- | -------- | -------- | -------- |
|          |          |          |          |          |
|          |          |          |          |          |
|          |          |          |          |          |
|          |          |          |          |          |

| 29 серпня 2010 13:00 | Німан Гродно | 4 : 1 | Мінські зубри | ЛПС, Гродно |

| Протокол | Протокол | Протокол | Протокол | Протокол |
| -------- | -------- | -------- | -------- | -------- |
|          |          |          |          |          |
|          |          |          |          |          |
|          |          |          |          |          |
|          |          |          |          |          |

## Фінал
Час початку матчів місцевий (UTC+2).
| 31 серпня 2010 18:30 | Юність-Мінськ | 4 : 1 (1:0, 3:0, 0:1) | Металург Жлобин | Ковзанка ХК Юність-Мінськ, Мінськ Глядачів: 500 |

| Протокол | Протокол                              | Протокол                             | Протокол                                                                                       | Протокол                                       |
| --- | ------------------------------------- | ------------------------------------ | ---------------------------------------------------------------------------------------------- | ---------------------------------------------- |
| | Віталій Белінський 31 сейв/ 32 кидків | Голкіпери                            | Дмитро Мильчаков П 13 сейвів/ 16 кидків (29:35) Леонід Гришукевич 13 сейвів/ 14 кидків (30:25) | Арбітри: Василь Биковський Володимир Наливайко |
| Захаров (Степанов, Заделенов, б.) 10:43 Карєв (Баранов, Заделенов, б.) 1:04 Кітаров (Рядинський, Курилін) 9:35 Степанов (Рядинський, Заделенов, б.) 13:11 | 1:0 2:0 3:0 4:0 4:1                   | 3:41 Плотніков (Докшин, Мацієвський) |                                                                                                | Арбітри: Василь Биковський Володимир Наливайко |
| 30 хв. | Вилучення                             | 50 хв.                               |                                                                                                | Арбітри: Василь Биковський Володимир Наливайко |
| 30 | Кидки                                 | 32                                   |                                                                                                | Арбітри: Василь Биковський Володимир Наливайко |